# Phyllonorycter salictella
Phyllonorycter salictella là một loài bướm đêm thuộc họ Gracillariidae. Nó được tìm thấy ở khắp châu Âu ngoại trừ bán đảo Balkan và the Mediterranean Islands.
Sải cánh dài 7–9 mm. Có hai lứa trưởng thành vào tháng 5 và tháng 6 và một lần nữa vào tháng 8 
Ấu trùng ăn Salix alba, Salix babylonica, Salix daphnoides, Salix fragilis, Salix incana, Salix purpurea, Salix triandra và Salix viminalis. Chúng ăn lá nơi chúng làm tổ. They create a large, lower-surface tenntiform mine, generally against the leaf margin và often low in the leaf. The lower epidermis is strongly folded và the mine is strongly contracted, causing the leaf margin to fold over the mine in a tube-like fashion. Pupation takes place in a light brown cocoon without frass, which is instead deposited in a corner of the mine.